# Флаг Коми-Пермяцкого автономного округа
Флаг Ко́ми-Пермя́цкого автономного округа — национальный символ Коми-Пермяцкого автономного округа — бывшего субъекта Российской Федерации. 1 декабря 2005 года Коми-Пермяцкий автономный округ и Пермская область, слившись, образовали новый субъект Российской Федерации — Пермский край, флаг Коми-Пермяцкого автономного округа стал флагом Коми-Пермяцкого округа Пермского края.

## Описание
Флаг Коми-Пермяцкого автономного округа был принят 12 февраля 1996 года.

Флаг Коми-Пермяцкого автономного округа представляет собой прямоугольное полотнище, состоящее из трёх равновеликих горизонтальных полос: верхней — красного, средней — белого, нижней — синего цвета. Отношение ширины флага к его длине — 2/3. 

В центре белой полосы располагается перна в виде четырёх пересекающихся по диагонали лучей красного цвета, не касающихся красной и синей полос.

27 июня 1997 года, в противовес принятой тенденции о приведении флагов субъектов Российской Федерации (имевших пропорцию 1:2) к пропорции флага России — 2:3, Законодательным Собранием Коми-Пермяцкого автономного округа была наоборот принята пропорция 1:2.

Флаг Коми-Пермяцкого автономного округа представляет собой прямоугольное полотнище в пропорции 1 (высота) : 2 (длина). Полотнище разделено на три равновеликих горизонтальных полосы: красную, белую и синюю; в центре белой полосы — красная «перна» (два левых и два правых обломка накрест).